# 植田まさし
植田 まさし（うえだ まさし、本名：植松 正通〔うえまつ まさみち〕、1947年5月27日 - ）は、日本の漫画家。血液型はA型。4コマ漫画で知られ、作品に『まさし君』、『フリテンくん』、『コボちゃん』、『かりあげクン』、『おとぼけ課長』などがある。既婚。

## 来歴・人物
サラリーマンの父（1990年に77歳で死去）のもと東京都世田谷区奥沢で生まれ、幼少の一時期、父の実家がある香川県木田郡三木町で育った。三人兄弟の末っ子。絵を描くのが好きな子供だったが、漫画については「友達の家とか床屋にあればちょっと読むくらい」「新聞に載ってる4コマ漫画しか知らなかった」と、あまり関心が無かった。
世田谷区立奥沢小学校、大田区立大森第七中学校を経て、都立田園調布高校に入学。同級生に後の宗教人類学者となる植島啓司がいた。田園調布高ではラグビー部に入部するが、激しい練習で体調を崩し2か月間の入院を余儀なくされる。植田はこの時、「みんなと一緒にやる仕事なんかは無理だろうな」として、「自分一人で何かをする仕事」を志望し、手始めにカメラマンを目指し、中央大学文学部哲学科に通うかたわら、大学のそばにあった東京写真専門学院（現：専門学校東京ビジュアルアーツ）の夜間部に通った。報道のカメラマン達に交じって学生運動の様子などを撮影していたが、学生たちがお祭り感覚で運動に参加している雰囲気を感じて「一気に冷め」、写真に対する情熱も失い、「志なかばで性格的に不向きだと判断した」。
大学卒業後、兄の経営する学習塾を手伝っていたが、兄らにいたずら描きの絵を褒められたことをきっかけにギャグ漫画の持ち込み活動を始める。

神楽坂商店街に設置されている田畑小穂（コボちゃん）の銅像。

芳文社に持ち込んだ『ああ！チョンボ』でデビュー（まち・あみち名義、『長編漫画傑作集』1970年9月号）。デビュー後すぐ、編集者から「さも昔から漫画家としてやっていました、っていう名前」にすることを提案され、植田まさしに改名。
1982年4月1日から『読売新聞』朝刊に『コボちゃん』を連載。同作品は長期連載され、1992年から1994年まで読売テレビ・日本テレビ系列でテレビアニメ化され放映。2004年12月1日付から、日本の全国紙の4コマ漫画で初めてカラー化（海外衛星版は除く）され、2010年6月14日付で連載1万回を達成。2017年4月1日に連載35周年を迎えた。
『コボちゃん』単行本の発行元の「株式会社蒼鷹社」は植田の母・植松晴子が設立した出版社であった。植田の著作を出版する目的であったが、素人経営ということもあり、『コボちゃん』単行本発行以外の事業を展開することができず、晴子の死去によって出版化権が芳文社に移譲されたのと同時に事業停止（事実上の廃業）となった。尚、旧社屋は貸しビル（蒼鷹社ビル）として現存している。
還暦を過ぎても月60本以上の4コマ漫画作品を描くなど、長期にわたり精力的な活動を続けていることから「4コマ漫画の巨匠」的人物として扱われている。
1982年11月に見合い結婚しており、娘が2人と孫がいる。ただし、娘の1人は2006年頃に病気で要介護状態となり、長い闘病の末、2021年1月に他界している。
2022年6月頃から、体調不良により一時的に仕事を休んでいたが翌2023年2月26日に前立腺癌の治療の為であった事を公表。同年3月1日付『コボちゃん』を皮切りに再開した。
2023年4月現在、日本漫画家協会理事。

### 受賞歴
- 1982年 第28回文藝春秋漫画賞（『フリテンくん』『まさし君』『かりあげクン』）[1][6]
- 1999年 第28回日本漫画家協会賞優秀賞（『コボちゃん』『おとぼけ課長』）[1]
- 2016年 第45回日本漫画家協会賞カーツーン部門大賞（『かりあげクン』）[1][6]

## 作風
- 作画にはつけペン代わりに万年筆を用いている。「Gペンやスプーンペンよりインクもちもいいし、長持ちする[2]」という理由から。分解した万年筆から先端の部品を取り出して使用したり[4]、独自の改造を加え、そのまま軸ごとインクにつけて使用したりしている[2]。
- 基本的にカラーページ以外ではスクリーントーンは使用せず、服の模様などからセリフまで全て手描きである。
- 黒髪以外の女性は、髪に模様（髪の流れを表現したもの）を描く。キャラの特徴として、眼鏡の中に目が描かれていない人物、かりあげ正太やのんき三郎のように表情がほとんど変わらない人物、しかめっ面で目が描かれていない人物はたいてい変わり者。サラリーマンが主人公の作品（『おとぼけ課長』を除く）では、メガネでヒゲを生やした課長、ハゲ頭の社長、主人公のイタズラを傍観するメガネの同僚社員が登場するなど、ユニークなキャラクター作りが特徴。
- 主要人物以外の人物描写は、顔の輪郭と目をかなり簡素化している。
- 登場人物のセリフに、「バーロー」「ンモー」「ニャロ」「ピエー」など、独特な言い回しの感情表現を用いる。植田はこの発想について、「自分じゃ独特なんて思ってないんだけど、言われてみれば、って感じ」「素人なるがゆえですよ。表現の仕方が、漫画の勉強をしてきた人とは違うんでしょうね」と語っている[10]。
- 初期「フリテンくん」や「のんき君」などに見られるように、下ネタや毒のある作品が多かったが、「コボちゃん」の連載を開始した頃から、少しずつ毒が薄まり、近年はほのぼのとした作品が主流となってきたため、初期とはかなり作風が変わっている。「かりあげクン」も初期は下ネタが描かれていたが近年はほとんど無い。また、「にこにこエガ夫」は、初期作品と全く別物と言っていいほど作風が異なる。
- ファミリー向けの作品が多いことから、一般常識などのいわゆるあるあるネタが多い。しかし、そうではないネタも存在する。
- 連載頻度が高く、時間をかけた取材が出来ないため、辞書から電話帳、さらには通販のカタログなど、ありとあらゆるところからネタを探すようにしている[1][11]。思いついたネタは、白紙のノートを8つに分割して書き溜めた上で、自分の作品全てに用いており、植田は同じネタでも作品によって変わってくると2020年のインタビューの中で話している[11]。

## 作品リスト
- コボちゃん（読売新聞朝刊連載中・単行本は現在は芳文社、初期は蒼鷹社）
- かりあげクン（現連載 まんがタウン・週刊大衆（双葉社）、旧連載 Weekly（週刊）漫画アクション（双葉社））
- おとぼけ課長（まんがタイム（芳文社））
- のんき君（漫画パンチ（芳文社））
- フリテンくん（現連載 まんがライフオリジナル（竹書房）[12]、旧連載 まんがライフ（竹書房）[13]）
- おたかぜ君（別冊週刊漫画TIMES（芳文社））
- らくてんパパ（週刊現代（講談社））
- まさし君（週刊漫画TIMES（芳文社））
- にこにこエガ夫（まんがライフ（竹書房））
- キップくん（漫画プラザ（辰巳出版））
- すっから母さん（週刊読売（読売新聞社）・まんがタイムファミリー（芳文社・傑作選））
- 新フリテンくん（まんがライフ（竹書房））
- 女刑事マキ（週刊読売（読売新聞社））
- おとぼけ部長代理（まんがタイム（芳文社））

作品により出版社が異なる。『おとぼけ課長』、『のんき君』、『まさし君』、『コボちゃん』、『すっから母さん』など、植田作品を収録した廉価版が『特盛！植田まさし』のタイトルで販売されている。

### アニメ化・ドラマ化された作品
- フリテンくん（アニメ映画、東宝系、ナック制作、『じゃりン子チエ』と同時上映）
- のんき君（テレビドラマ、フジテレビ系、「月曜ドラマランド」枠、全3回）
- まさし君（テレビドラマ、フジテレビ系、「月曜ドラマランド」枠）
- キップくん（テレビドラマ、フジテレビ系、「月曜ドラマランド」枠、全2回）
- かりあげクン（テレビアニメ、フジテレビ系、東映動画制作、全59回＋SP全1回）
- かりあげクン（テレビドラマ、BS松竹東急の土曜ドラマ枠で放送　全12話）
- コボちゃん（テレビアニメ、読売テレビ製作・日本テレビ系、エイケン制作、全63回＋SP全4回）
- すっから母さん（テレビドラマ、テレビ東京系列）

DVDソフト化されたのは2017年現在、2006年12月15日発売の「フリテンくん DVD-BOX」と、2016年12月21日発売の「アニメ「かりあげクン」DVD ほんにゃらBOX」とコボちゃんのみで、その他の作品はDVDソフト化されていない。
また、「かりあげクン」は2023年12月22日BD-BOX化された。
タイトルは「アニメかりあげクンほんにゃらBD-BOX」

### ゲームイラスト
- ファントム・キングダム（登場キャラの一人、魔帝ロイヤルキングダーク3世の真の姿のイラストを担当。サプライズゲスト扱い）

### その他
- メイドインアビス（第7話エンドカード）
- ラーメン大好き小泉さん公式アンソロジー（裏表紙に植田まさし作画のラーメンを食べる小泉さんが描かれている。）
- おそ松さん公式アンソロジーコミック NEET GOING ON!（植田まさし作画の6つ子とかりあげクンのコラボイラストが収録されている。）
- 美川べるのといかゴリラのまんが飯（作中で、植田まさし作画の折詰のイラストが使われている。）